# Regina Strinasacchi
Regina Schlick née Strinasacchi (c. 1761 - 11 juin 1839) est une violoniste et guitariste italienne. Wolfgang Amadeus Mozart compose à sa demande la Sonate pour piano et violon en si bémol majeur K. 454 dite « Strinasacchi ».

## Biographie
Strinasacchi est née vers 1761 à Ostiglia, près de Mantoue. Virtuose du violon, elle joue aussi de la guitare et compose, ayant étudié au Pio Ospedale della Pietà, à Venise. Elle fait des tournées en Italie, en France et en Allemagne entre 1780 et 1783, et arrive à Vienne en 1784, où elle rencontre Mozart. Dans une lettre à son père, Mozart témoigne de son appréciation du jeu de la violoniste, de ses bons goûts, et du fait qu'il est en train de composer spécialement une sonate pour l'occasion.
Le 29 avril 1784, Regina Strinasacchi et Mozart, qui n'a pas de partition, jouent pour l'empereur Joseph II la sonate pour piano et violon en si bémol majeur.
En 1785, Regina Strinasacchi épouse le compositeur, violoncelliste, mandoliniste et violoniste Johann Conrad Schlick (né à Münster, en Allemagne en 1759 et mort à Gotha en 1825), qui dirige l'orchestre local de Gotha. Ils font quelques concerts ensemble après leur mariage, jouant des duos pour violon et violoncelle, ou mandoline et guitare. Leur fils, Johann Friedrich William Schlick, né en 1801, devient violoncelliste et luthier. Après la mort de son mari, elle s'installe avec son fils à Dresde, où elle vit jusqu'à sa mort. On signale parfois sa mort à Gotha.